# 6557 Yokonomura
6557 Yokonomura este un asteroid din centura principală de asteroizi.

## Descriere
6557 Yokonomura este un asteroid din centura principală de asteroizi. A fost descoperit pe 11 noiembrie 1990 la Minami-Oda de Toshiro Nomura și Koyo Kawanishi. Asteroidul prezintă o orbită caracterizată de o semiaxă mare de 3,16 ua, o excentricitate de 0,19 și o înclinație de 7,8° în raport cu ecliptica.